# 槭叶栝楼
槭叶栝楼（学名：Trichosanthes laceribracteata）为葫芦科栝楼属下的一个种。

## 扩展阅读
- 維基物種上的相關：槭叶栝楼